# Ford Fiesta IV
Pour un aperçu de toutes les générations de la Fiesta, voir Ford Fiesta.
 (décembre 2021).
La mise en forme du texte ne suit pas les recommandations de Wikipédia : il faut le « wikifier ».
Les points d'amélioration suivants sont les cas les plus fréquents. Le détail des points à revoir est peut-être précisé sur la page de discussion.
- Les titres sont pré-formatés par le logiciel. Ils ne sont ni en capitales, ni en gras.
- Le texte ne doit pas être écrit en capitales (les noms de famille non plus), ni en gras, ni en italique, ni en « petit »…
- Le gras n'est utilisé que pour surligner le titre de l'article dans l'introduction, une seule fois.
- L'italique est rarement utilisé : mots en langue étrangère, titres d'œuvres, noms de bateaux, etc.
- Les citations ne sont pas en italique mais en corps de texte normal. Elles sont entourées par des guillemets français : « et ».
- Les listes à puces sont à éviter, des paragraphes rédigés étant largement préférés. Les tableaux sont à réserver à la présentation de données structurées (résultats, etc.).
- Les appels de note de bas de page (petits chiffres en exposant, introduits par l'outil «  Source ») sont à placer entre la fin de phrase et le point final[comme ça].
- Les liens internes (vers d'autres articles de Wikipédia) sont à choisir avec parcimonie. Créez des liens vers des articles approfondissant le sujet. Les termes génériques sans rapport avec le sujet sont à éviter, ainsi que les répétitions de liens vers un même terme.
- Les liens externes sont à placer uniquement dans une section « Liens externes », à la fin de l'article. Ces liens sont à choisir avec parcimonie suivant les règles définies. Si un lien sert de source à l'article, son insertion dans le texte est à faire par les notes de bas de page.
- La présentation des références doit suivre les conventions bibliographiques. Il est recommandé d'utiliser les modèles {{Ouvrage}}, {{Chapitre}}, {{Article}}, {{Lien web}} et/ou {{Bibliographie}}. Le mode d'édition visuel peut mettre en forme automatiquement les références.
- Insérer une infobox (cadre d'informations à droite) n'est pas obligatoire pour parachever la mise en page.

Pour une aide détaillée, merci de consulter Aide:Wikification.
Si vous pensez que ces points ont été résolus, vous pouvez retirer ce bandeau et améliorer la mise en forme d'un autre article.
La Fiesta Mark IV (le nom de code interne était BE91) a été lancée en octobre 1995,, et elle est devenue la voiture la plus vendue en Grande-Bretagne de 1996 à 1998, lorsqu'elle a été dépassée par la toute nouvelle Ford Focus, remplaçante de la Ford Escort.

## Conception
La Mark IV a bénéficié d'un nouveau style intérieur et extérieur. Elle a conservée des dimensions similaires à celles de la Mark III ainsi que la plate-forme et la structure de base de la carrosserie, notamment les ouvertures des portes latérales. Les modèles RS1800 et RS Turbo n'ont pas été transférés à la gamme Fiesta mise à jour.
Le modèle comportait une gamme de nouveaux moteurs Zetec-SE, disponibles en versions 1,25 litre et 1,4 litre ; le moteur diesel de 1,8 litre a été légèrement modifié pour la Mark IV, maintenant commercialisé sous le nom d'« Endura DE ». Les modèles aux spécifications bas de gammes utilisaient ce qui serait le développement final du puissant moteur « Valencia » qui était dans la Fiesta depuis la Mk1 - maintenant connu sous le nom d'Endura-E - dans des capacités de 1,0 litre et 1,3 litre.
Au Brésil, une version de 1,0 litre (du moteur Endura) était disponible avec le niveau de finition Popular. Un moteur de 1,3 litre (Endura) et un moteur 16V de 1,4 litre (Zetec-SE) étaient également disponibles avec le niveau de finition CLX ; elle était vendue en Argentine et au Chili. Au Royaume-Uni, la gamme de niveaux de finition a eu relativement peu de changements au fil des ans :
- 1995 : Encore, LX, Si, Ghia
- 1996 : Ghia X ajouté en tant que finition haut de gamme
- 1998 : Si remplacé par Zetec, modèles essence LX brièvement renommés Zetec LX, modèles Ghia X annulé
- 1999 : Finesse ajoutée entre Encore et Zetec

En 1997, la Mark IV a été introduite en Afrique du Sud, c'était la première fois que la Fiesta était vendue sur ce marché. Un seul moteur était disponible, l'Endura E de 1,3 litre. Elle a ensuite remportée le prix de la voiture sud-africaine de l'année. Le moteur de 1,3 litre a été remplacé par le moteur PTE (CVH) de 1,4 litre en 1999.
La Mark IV n'était pas vendue en Amérique du Nord.
La Ford Puma de construction allemande était basée sur la Mark IV, partageant ses fondements. Pour cette raison, le moteur VCT de 1,7 litre de la Ford Puma est devenu un moteur d'échange extrêmement populaire dans les Fiesta Mark IV et Mark IV relooké. Cela donne à la populaire berline à hayon 100 cm3 supplémentaires par rapport à la plus grande taille de moteur disponible, un calage variable des cames et une meilleure boîte de vitesses tout en conservant une finition d'usine car tous les composants proviennent d'un échange direct.

## Lifting
En 1999, la Fiesta a reçu un lifting, visant à donner à la voiture un look « New Edge », avec un visage inspiré de la Focus, de nouveaux pare-chocs et de nouveaux designs de roues. Le modèle relooké est parfois appelé Mark V au Royaume-Uni et ailleurs.
D'autres changements incluent le moteur essence Zetec 16V de 1,6 litre, monté dans le nouveau modèle Zetec S, et plus tard disponible dans les versions Ghia et Freestyle. De nouvelles fonctionnalités ont été mises à disposition, telles que les airbags latéraux et (après le lancement) la réintroduction des garnitures en cuir. Le modèle E-Diesel respectueux de l'environnement a été lancé en 2001, avec des émissions de CO2 de 120 g/km. Le moteur Lynx TDDi de 1,8 litre a également été introduit après le lancement.
La quatrième génération relookée était la dernière génération de Fiesta à être construite à Dagenham en Angleterre, c'était en effet le dernier modèle Ford à être construit à Dagenham avant la fermeture de l'usine d'assemblage de voitures en 2002. Le nom de code interne de cette Fiesta était toujours BE91. La gamme de niveaux de finition britanniques se composait de :
- 1999 : Encore, Finesse, Zetec, LX, Ghia
- 2000 : Zetec S ajouté
- 2001 : E-Diesel ajouté en bas de gamme.

Devant la production de la Fiesta de cinquième génération, les finitions Flight et Freestyle ont été respectivement remplacées par Finesse et Zetec.
En Afrique du Sud, le modèle relooké utilisait les moteurs Rocam de 1,3 litre et 1,6 litre construits à Port Elizabeth, au lieu des moteurs Sigma 16 soupapes européens. Ce modèle a formé la base de la Ford Ikon (nom de code C195), qui est une berline quatre portes conçue pour l'Inde, où Ford produisait alors des voitures en co-entreprise avec Mahindra[réf. nécessaire]. L'Ikon a également été introduite dans d'autres pays en développement, comme le Brésil (où elle est connue sous le nom de Fiesta Sedan), l'Afrique du Sud, le Mexique (où elle s'appelait Fiesta Ikon) et la Chine, où les berlines à malle sont préférées aux berlines à hayon. Elles sont extrêmement fiables et elles sont devenues l'un des succès de Ford.
Il y avait aussi quatre variantes utilitaires, la plus simple étant le «Fiesta Van» qui était une berline trois portes avec les vitres arrière tôlées et le siège arrière omis (en d'autres termes, une berline de livraison).
La Fiesta était encore la citadine la plus vendue en Grande-Bretagne en 2001, date à laquelle elle utilisait un design vieux de plus d'une décennie (bien que fortement mis à jour visuellement et mécaniquement). Sous la forme trois portes, elle était vendue aux côtés de la Fiesta de cinquième génération d'avril à décembre 2002. Au Brésil, elle était vendue sous le nom de Fiesta Street jusqu'en 2006. Cette génération a également été assemblée en Chine par Changan Ford Mazda sous forme de berline à malle de 2003 à 2008 et elle a ensuite été construite par Landwind (une coentreprise entre Changan Automobile et Jiangling Motor Holding) sous le nom de Landwind CV7 jusqu'en 2010, cette voiture a également été exportée sous le nom de Changan CV7. Il existait une version avec des pare-chocs sportifs vendus en Chine sous le nom de CV7 Sport avec un moteur essence de 1,5 litre et 94 ch.

## Zetec S
La Zetec S était la version la plus haut de gamme de la Fiesta, et bien que son moteur Sigma 16v de 1,6 litre soit disponible dans d'autres Fiesta (comme la Freestyle), la Zetec S développait 101 ch (75 kW ; 102 PS) et elle a subi des modifications de suspension majeures, avec des barres anti-roulis plus rigides et des freins améliorés partagés avec la Puma.
La Zetec S de cinquième génération relooké a une clientèle non négligeable, avec de nombreux sites Web dédiés au véhicule. Il existe également une culture du réglage consacrée à ce modèle, avec des sociétés réputées telles que Milltek Sport et Shawspeed développant des pièces de performance uniquement pour le moteur Sigma.
La Zetec S a également été proposée en Afrique du Sud sous le nom de Fiesta RSi et au Brésil sous le nom de GLX Sport, toutes deux équipées d'un moteur Rocam 8v de 1,6 litre. En Chine, il existait une version sportive appelée Fiesta S.

## Mazda 121
En tant qu'exercice d'ingénierie des badges, la Mazda 121 et la Ford Fiesta Mark IV partageaient leur conception, étaient construites sur les mêmes chaînes de production et utilisaient presque toutes les mêmes pièces. Dans le même temps, Mazda a également commercialisé la Mazda Demio de première génération rebadgée avec une plaque signalétique 121 dans plusieurs pays asiatiques et en Australie.
Dans les sondages sur la fiabilité de JD Power de l'époque, la Mazda était signalée comme étant nettement plus fiable et attirait des niveaux de satisfaction client plus élevés, bien qu'elle se vendait plus lentement que la Fiesta.
Elle était également localement vendue sous le nom de Mazda 121 Soho, bien qu'elle soit souvent simplement appelée «Mazda Soho».

## Modèles dérivés
Il existait plusieurs modèles dérivés basés sur la Fiesta Mark IV, partageant la même conception de tôle depuis l'avant jusqu'au milieu et la même mécanique.
Une fourgonnette avec une carrosserie arrière carrée et un empattement allongé utilisait la plaque signalétique Courier et constituait la base de deux modèles utilitaires coupés, l'un avec les portes courtes de la berline à hayon cinq portes, et des petites veilleuses dans le style des pick-ups à cabine allongée plus grands, fabriqués en Afrique du Sud sous le nom de Ford Bantam ; et un autre avec les portes plus longues de la berline à hayon trois portes et sans fenêtres de custode, fabriqué au Brésil sous le nom de Ford Courier.